# Bellflower (Missouri)
Bellflower és una població dels Estats Units a l'estat de Missouri. Segons el cens del 2000 tenia 427 habitants.

## Demografia
Segons el cens del 2000, Bellflower tenia 427 habitants, 140 habitatges, i 105 famílies. La densitat de població era de 299,8 habitants per km².
Dels 140 habitatges en un 48,6% hi vivien nens de menys de 18 anys, en un 55,7% hi vivien parelles casades, en un 13,6% dones solteres, i en un 25% no eren unitats familiars. En el 17,1% dels habitatges hi vivien persones soles el 6,4% de les quals corresponia a persones de 65 anys o més que vivien soles. El nombre mitjà de persones vivint en cada habitatge era de 3,05 i el nombre mitjà de persones que vivien en cada família era de 3,48.
Per edats la població es repartia de la següent manera: un 39,1% tenia menys de 18 anys, un 6,3% entre 18 i 24, un 29% entre 25 i 44, un 18% de 45 a 60 i un 7,5% 65 anys o més.
L'edat mediana era de 31 anys. Per cada 100 dones de 18 o més anys hi havia 103,1 homes.
La renda mediana per habitatge era de 33.594 $ i la renda mediana per família de 33.958 $. Els homes tenien una renda mediana de 26.875 $ mentre que les dones 16.354 $. La renda per capita de la població era d'11.257 $. Entorn del 10,5% de les famílies i el 14,8% de la població estaven per davall del llindar de pobresa.

## Poblacions més properes
El següent diagrama mostra les poblacions més properes.